# 小市镇 (本溪县)
小市镇，是中华人民共和国辽宁省本溪市本溪满族自治县下辖的一个乡镇级行政单位。

## 行政区划
小市镇下辖以下地区：
香蘑村、上堡村、下堡村、城沟村、谢家崴子村、同江峪村、青石岭村、山城子村、陈英村、久才峪村、碱厂卜村、磨石峪村、柜子石村、三官阁村、蜂蜜砬子村、谭家堡子村、腰堡村和赛梨寨村。